# هنر رایانه‌ای

نمونه‌ای از یک اثر هنری رایانه‌ای مربوط به دهه ۱۹۶۰ میلادی، اثری از دزموند پل هنری

هنر رایانه ای (انگلیسی: Computer art) هنر رایانه یا هنر کامپیوتری، به هر نوع اثر هنری گفته می‌شود، که رایانه‌ها در تولید یا نمایش آن اثر، نقش داشته باشند. این اثر هنری می‌تواند یک تصویر، صدا، انیمیشن یا ویدیو، یک بازی ویدئویی، وبگاه یا الگوریتم باشد. بسیاری از رشته‌های سنتی هنر امروزه در حال ادغام با فناوری‌های دیجیتال می‌باشند و در پی استفاده از رایانه‌ها در تولید آثار هنری سنتی، آثار رسانه‌ای جدیدی ایجاد شده‌است، که نمونه‌ای از آن؛ ترکیب نقاشی سنتی با هنر الگوریتمی و سایر تکنیک‌های دیجیتال می‌باشد. نخستین بار ادموند برکلی در سال ۱۹۶۳ در مجله رایانه‌ها و اتوماسیون، از اصطلاح «هنر رایانه‌ای» استفاده کرد.